# Smarano
Smarano – miejscowość i gmina we Włoszech, w regionie Trydent-Górna Adyga, w prowincji Trydent.
Według danych na rok 2004 gminę zamieszkiwało 441 osób, 73,5 os./km².
1 stycznia 2015 gmina została zlikwidowana.